# Callicebus modestus
Callicebus modestus là một loài động vật có vú trong họ Pitheciidae, bộ Linh trưởng. Loài này được Lönnberg mô tả năm 1939.